# UAZ
UAZ（ワズ、あるいはウァズ；ロシア語: УАЗ；Ульяновский автомобильный завод；Ul'yanovskiy avtomobil'nyy zavod）は、ロシアのウリヤノフスクに本拠を置く自動車メーカー。社名は「ウリヤノフスク自動車工場」の略。

## 概要
UAZは、第二次世界大戦勃発後のドイツ国防軍のソ連への侵攻（バルバロッサ作戦）を受け、軍用車両の生産拠点の疎開（前線からの退避）を目的として1941年にウリヤノフスクに設立された。
設立当初は"第2スターリン記念工場"（ZiS、旧名モスクワ自動車工場）の子会社のような位置付けで、最初に生産したのはZiSがアメリカ製の"オートカー モデルCAトラック"をコピーして開発した"ZIS-5"軍用3トントラックであった。1944年頃からZIS-5の主要生産拠点はウラル自動車工場に移され、戦後の1947年になると、UAZはゴーリキー自動車工場 (GAZ)製の"GAZ-AA"軍用1.5トントラックの製造を始めた。1948年には、GAZ製のGAZ-M20 ポピェーダと同系列のエンジンを使用したボンネットトラック型の"UAZ-300"を開発し、これはUAZの名を冠する初の車種となったが、UAZ-300は量産には至らなかった。
1954年から、UAZはGAZで開発された4×4輪駆動のジープタイプの小型軍用車両"GAZ-69"の生産を担当する事となった。GAZ-69はこの後1971年までUAZによって生産される事になり、名称を"UAZ-69"と表現されるケースもしばしば見られる。
1956年にはソ連軍の要求によりGAZ-69をベースにしたキャブオーバー型バンタイプの"UAZ-450"を開発し、これはソ連製のトラック/バンとしては初のキャブオーバー型車種となり、またUAZ開発の車種として初めて量産されることとなった。
1950年代後半から1960年代前半にかけてはGAZ-69と並行してUAZ-450の派生車種の生産を行い、1965年にはUAZ-450の改良型として同じくキャブオーバー型バンタイプの"UAZ-452"を開発した。1972年にはGAZ-69の後継としてジープタイプの"UAZ-469"を開発し、生産を始めた。UAZ-469もUAZ-452と同じく、GAZ-69の設計技術を発展させた車種である。
これらの2車種、"UAZ-469"と"UAZ-452"は、現在も生産の続けられるUAZの主力製品となっている。どちらも登場以来50年間、その基本設計は変わっておらず、仕上げと装備は旧来の軍用車や商用車（トラック、バン、バス）然としたものであるが、ロシアの寒冷な気候や劣悪な道路事情に対応するための工夫と、手堅い設計が随所に見られる。
2000年に鉄鋼メーカーのセヴェルスターリの傘下に入って以降、2005年には新型のSUVとなるパトリオットを発表するなど、積極的な新車開発に乗り出している。一方で、旧式ながら実用度が高く、手堅く頑健な設計の伝統的モデルにも一定の人気があり、西ヨーロッパや日本に輸出される車種は伝統的なモデルである。
また、2006年よりいすゞ自動車のトラック、エルフをノックダウン生産することが決定している。
自国製ディーゼルエンジンは環境性能が確保できないことから、提携先であるいすゞ製およびVW製、またはそのノックダウン生産に頼っている。
伝統的なモデルはクランク棒による手動（人力）エンジン始動も可能になっている。これは、酷寒なロシアではバッテリーが充電状態に関わらず化学反応を起こさなくなって放電できなくなり、始動できなくなるためである。ただ、伝統的なモデルでも2010年モデルからは欧州統一環境規格「ユーロ3」に対応するためのインジェクション化・電子制御化され、人力始動は不可能になった。現在、旧西側諸国への輸出はインジェクション車のみとなっている。

### 日本への輸入
2018年より 東京都渋谷区千駄ヶ谷の 株式会社ルパルナスが ロシア ワズ本社と契約 UAZ-2206 UAZ-39094 UAZ-3303 及び ハンター等　2025年3月時点でロシア製及びガザフスタン製の新車、スペアパーツの輸入を継続中である

### UAZ-3909モデル
日本に新車で輸入されていたのは、バンタイプのUAZ-3909で、日本向け特別仕様車となっている。2010年モデルを更にバージョンアップし、DOHCエンジンに+インジェクションにグレードアップ、エンジンはUAZ社製4気筒DOHCガソリン仕様、2,700ccで最大出力112馬力となっている。一方で、外観デザインは伝統的モデルであるUAZ-452からほとんど変わっておらず、クラシカルなものとなっている。
メディアへの露出では、日本のロックバンド THE BAWDIES（ザ・ボゥディーズ）のセカンドシングル「HOT DOG」と、セカンドアルバム「THERE'S NO TURNING BACK」のジャケット撮影に、UAZ-3909が使用されている。

### UAZ-2206モデル
UAZ-452、UAZ-3909の後継となるバンタイプ。2~9人乗り。2,700cc直列4気筒DOHCインジェクション・ガソリン・エンジン搭載。最高出力128PS/4600rpm、最大トルク210Nm/2500rpm。パートタイム4WD。

### UAZ-39094モデル
UAZ-2206ベースのダブルキャブトラック。5人乗り。

### UAZ-3303モデル
UAZ-2206ベースのシングルキャブトラック。2人乗り。

### ハンター
UAZ-469の後継となるジープタイプ。5人乗り。2,700cc直列4気筒DOHCインジェクション・ガソリン・エンジン搭載。最高出力128PS/4600rpm、最大トルク210Nm/2500rpm。パートタイム4WD。チェコのメーカーMWの「スパルタン」と言うBEVはハンターをベースにしている。2024年2月に改良型の「スパルタン2.0」となる。

## 画像ギャラリー

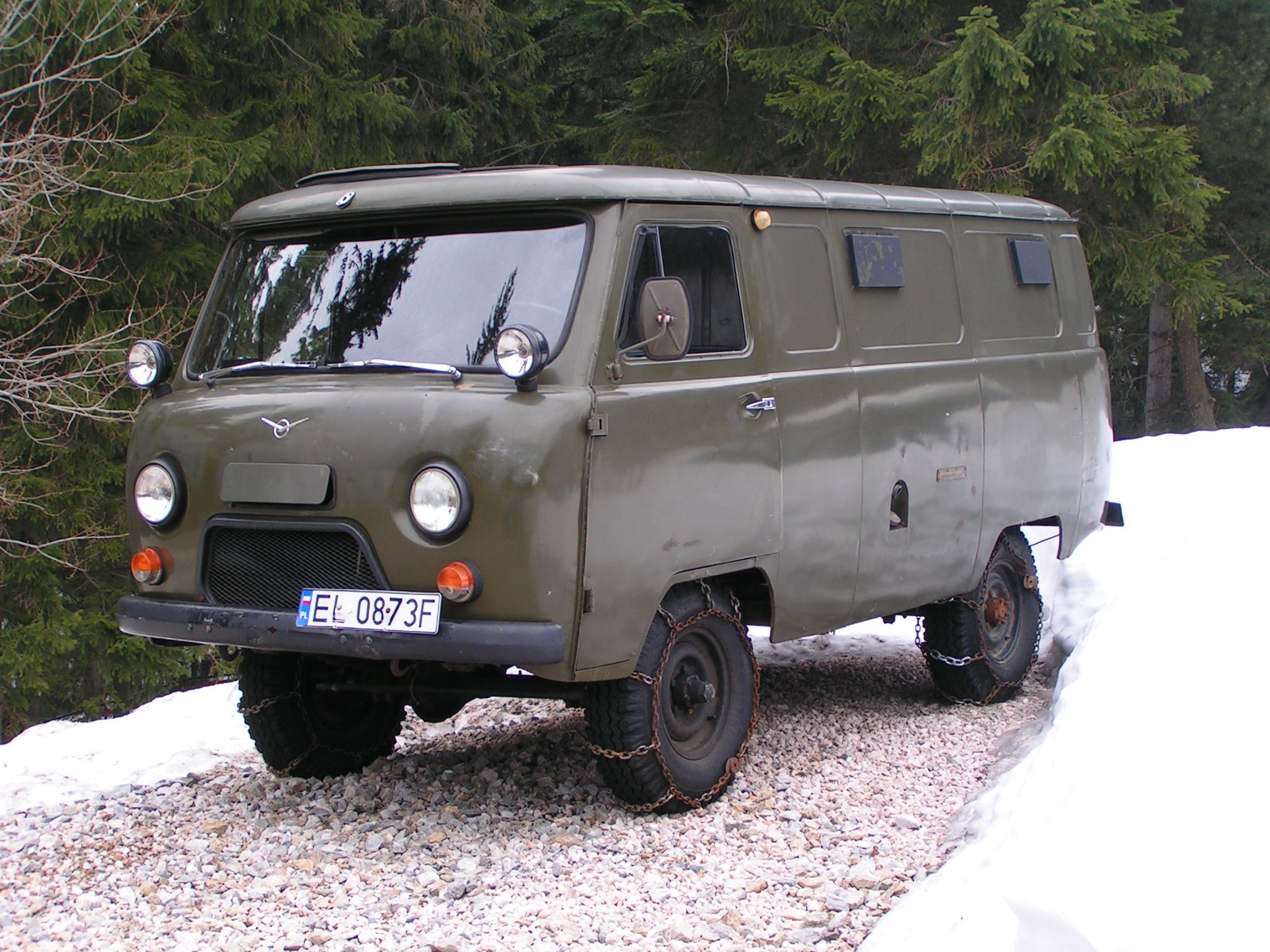
UAZ-452
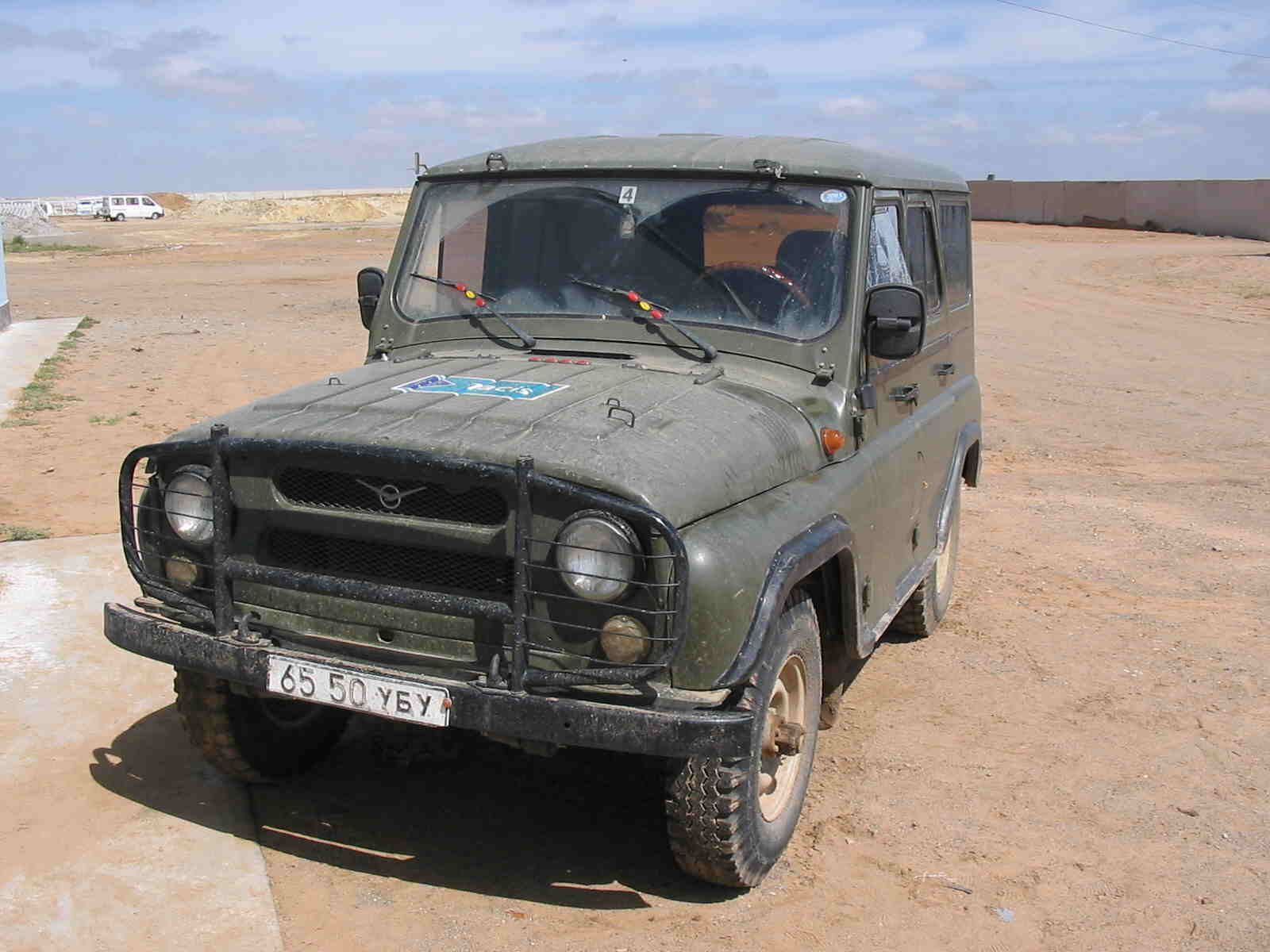
UAZ-469
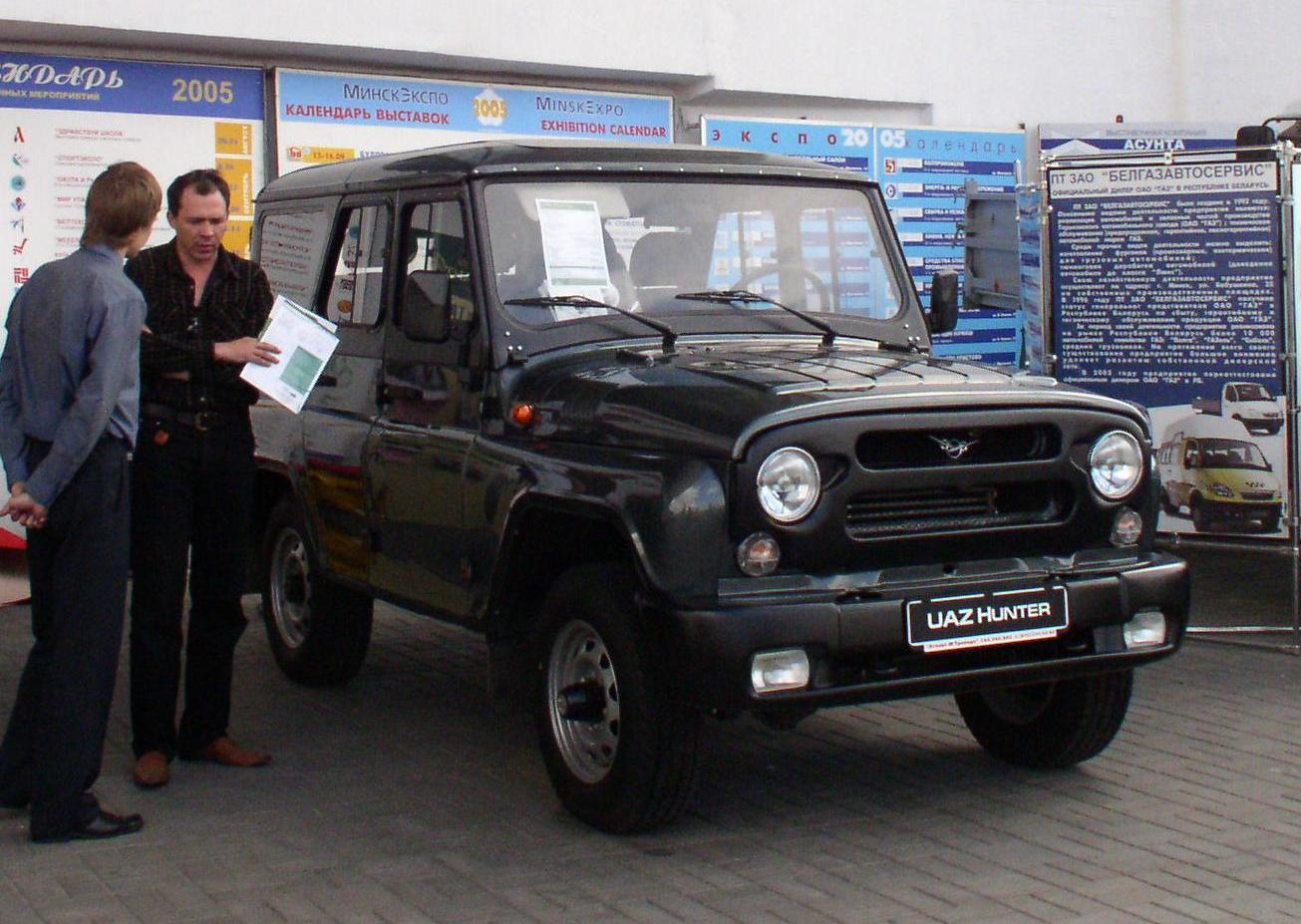
UAZ-315195 ハンター UAZ-469の改良版
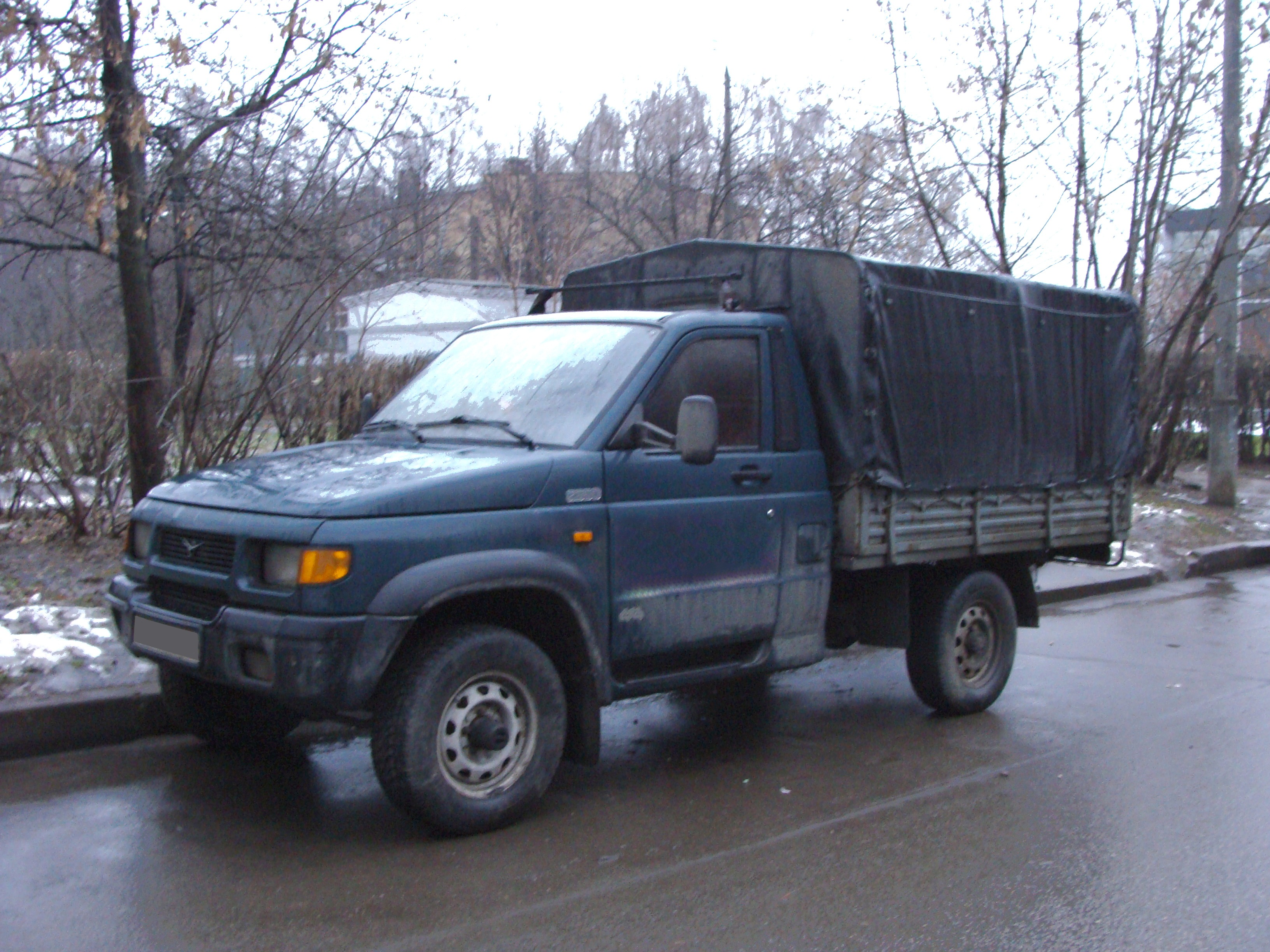
UAZ-2360
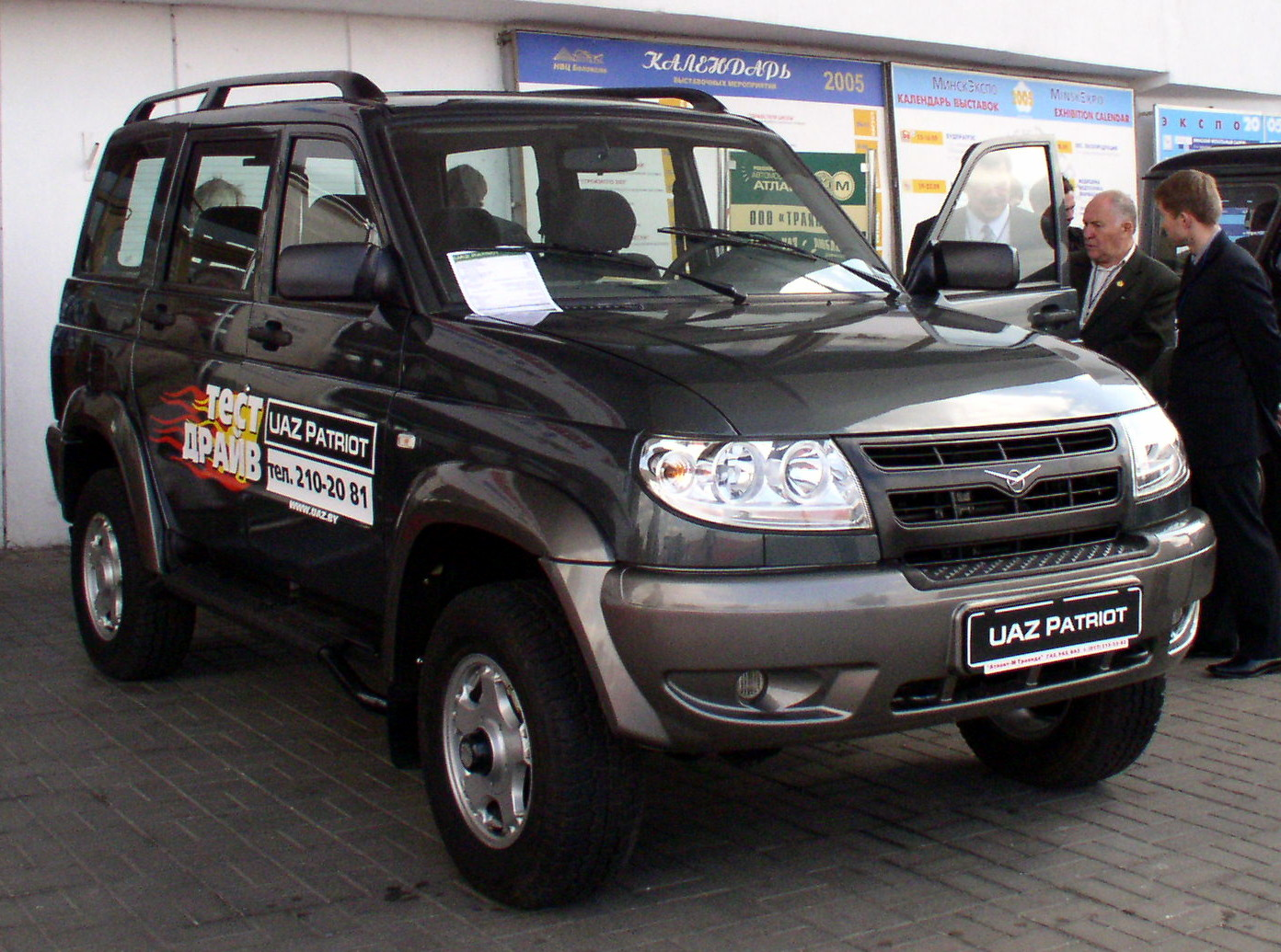
UAZ Patriot
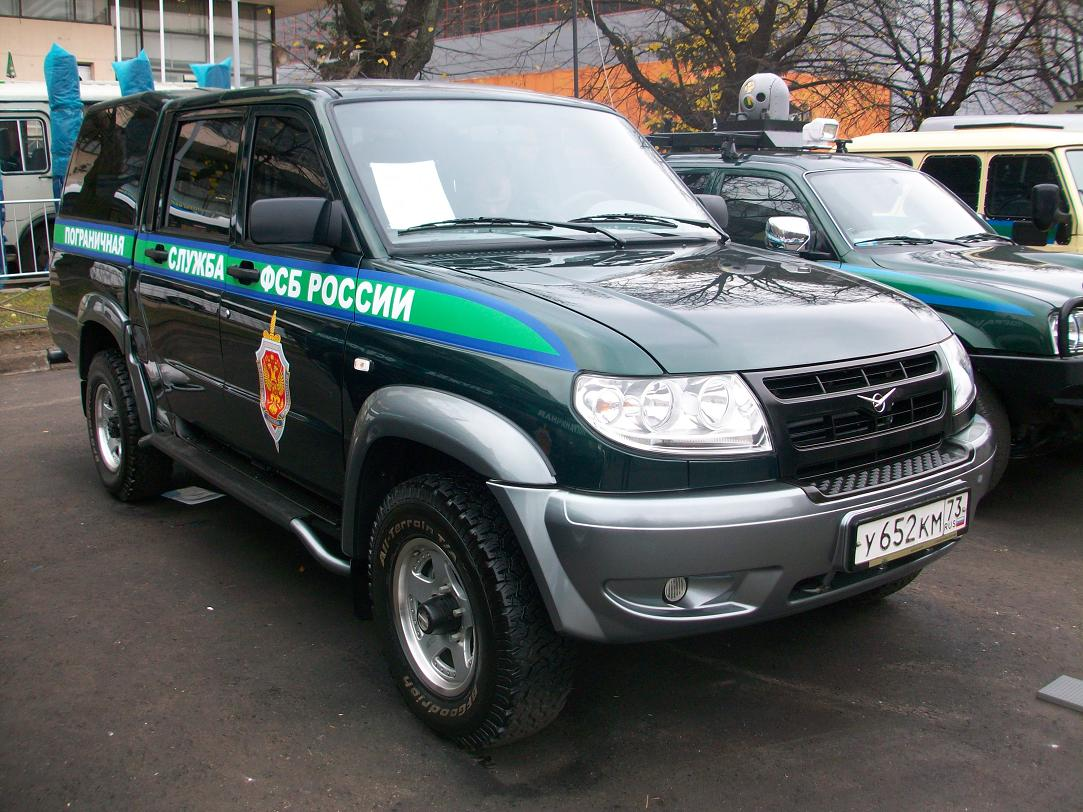
UAZ-pickup
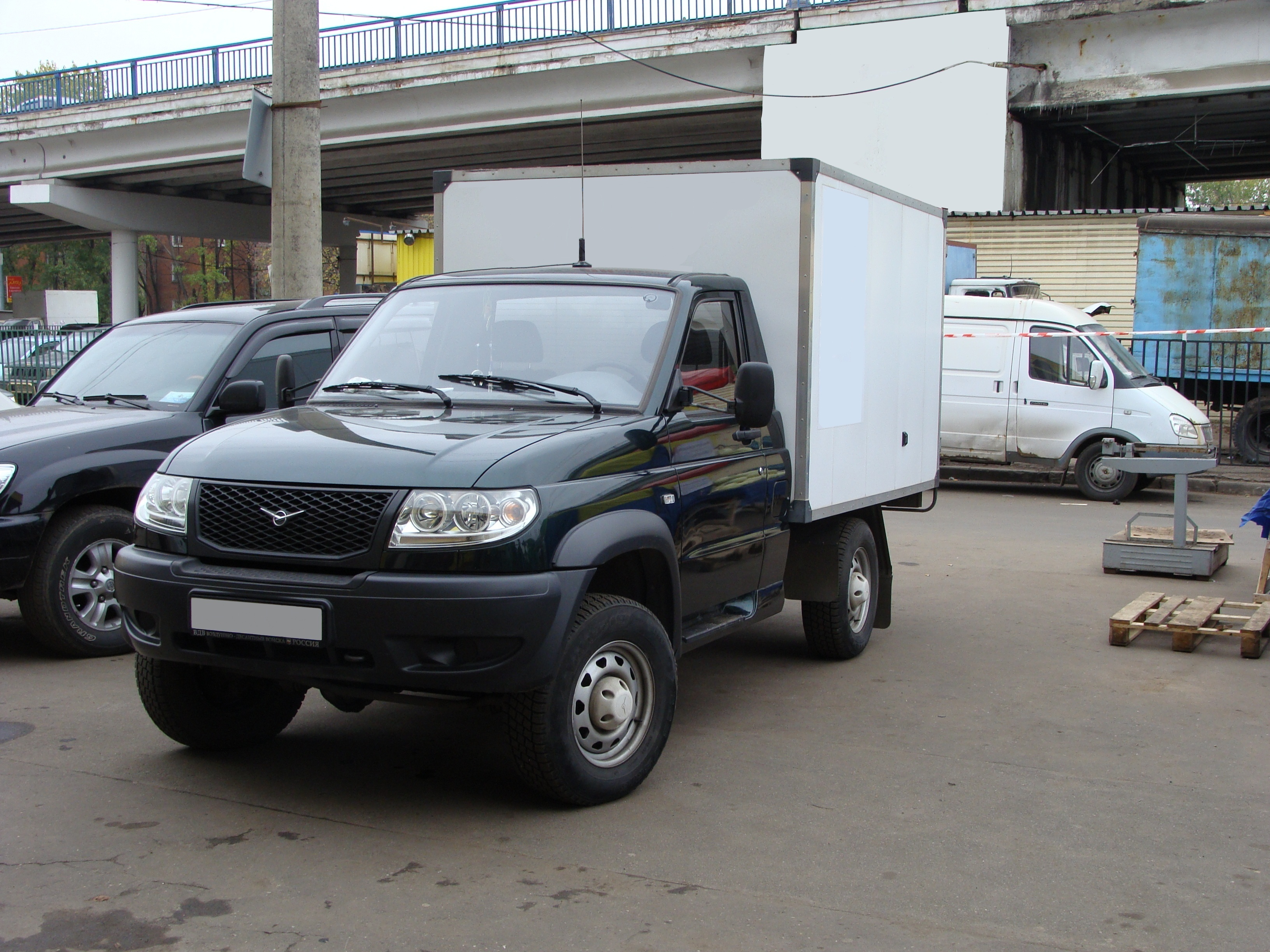
UAZ-pickup
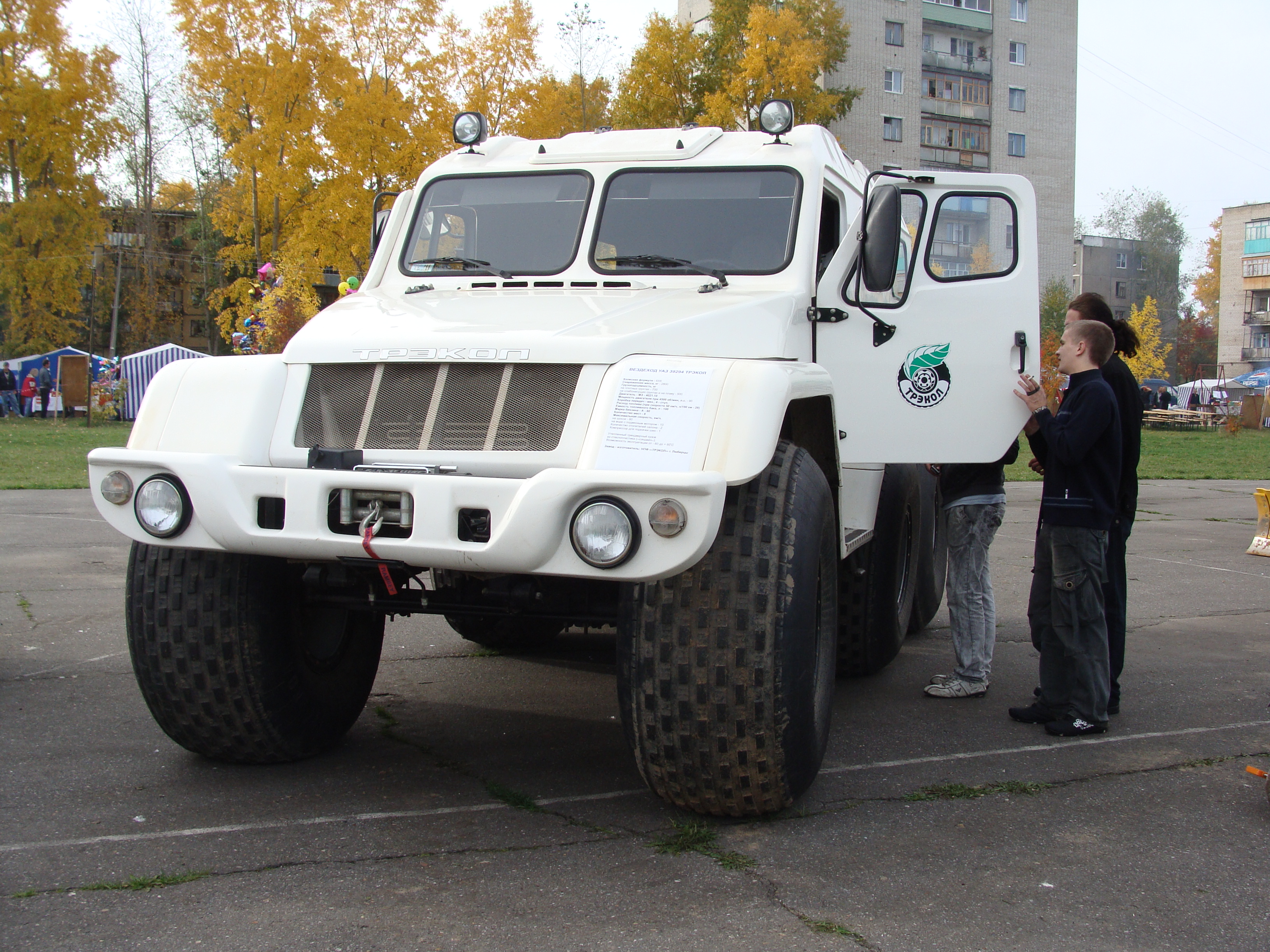
Den rabotnikov lesa